# Jon Petrie
Pour les articles homonymes, voir Petrie.
Pas d'image ? Cliquez ici

a Compétitions nationales et continentales officielles uniquement.

b Matchs officiels uniquement.
Dernière mise à jour le 12 août 2019.
Jonathan Michael Petrie, est né le 19 octobre 1976 à Dundee (Écosse). C’est un joueur de rugby à XV qui joue avec l'équipe d'Écosse entre 2000 et 2006, évoluant au poste de Troisième ligne (1,93 m et 109 kg).

## Carrière

### En équipe nationale
Il a eu sa première cape internationale le 1er juillet 2000 à l’occasion d’un match contre la Nouvelle-Zélande.
Il participe au Tournoi des Cinq Nations depuis 2001. 
Petrie a participé à la coupe du monde 2003 (4 matchs joués, battu en quarts de finale).

### En club
Petrie a joué la coupe d'Europe et la Ligue Celtique avec les Glasgow Warriors.

## Palmarès
- 45 sélections
- Sélections par années : 4 en 2000, 6 en 2001, 5 en 2002, 11 en 2003, 9 en 2004, 6 en 2005 et 4 en 2006.
- Tournois des Cinq Nations disputés: 2001, 2002, 2003 2004, 2005 et 2006.
- Participation à la coupe du monde de 2003